# Detonátor

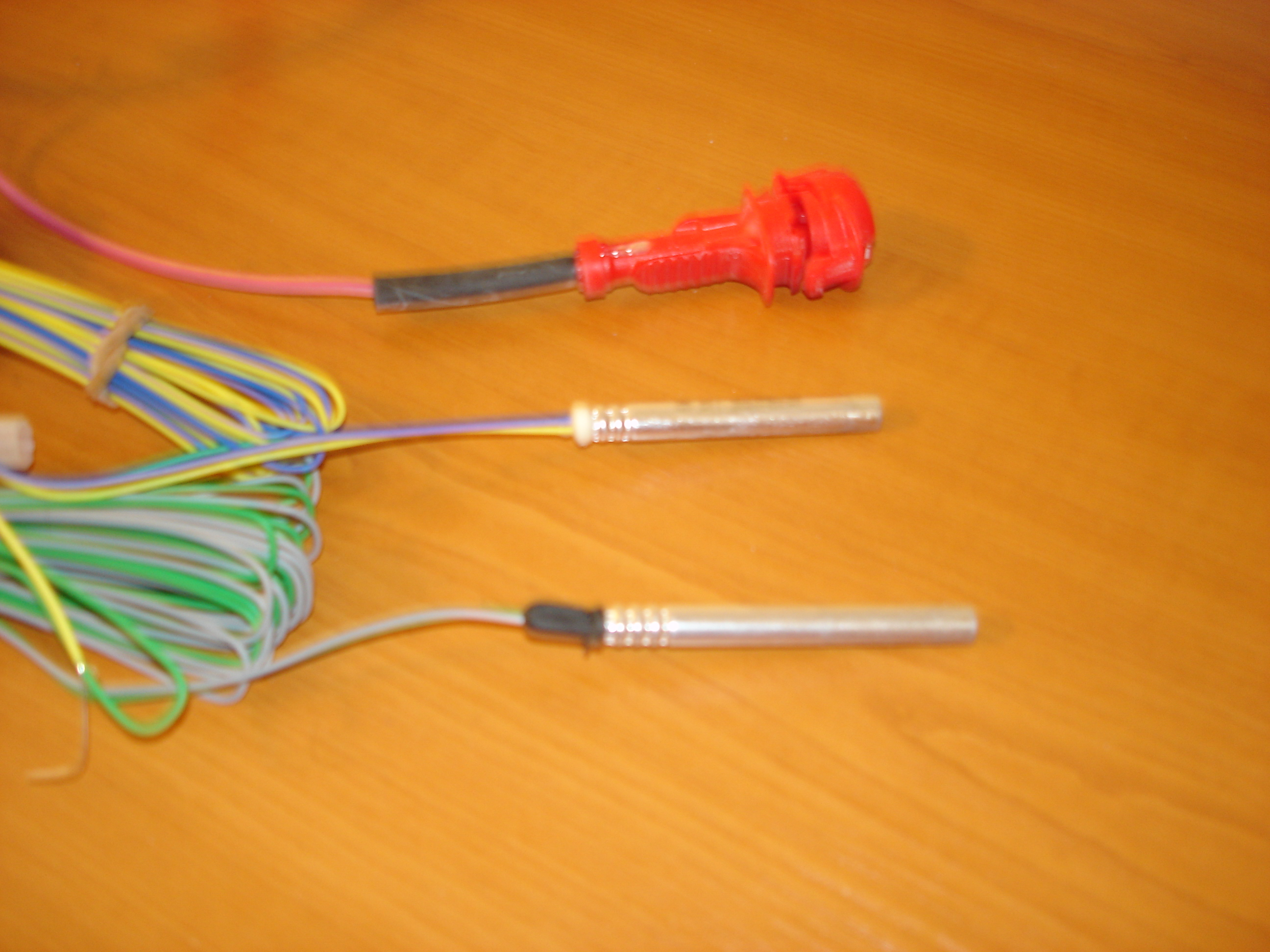
Nonel és elektromos gyutacsok

A detonátor egy gyutacsérzékeny anyagot tartalmazó robbanótöltet, nehezen induló, gyutacsérzéketlen robbanószerek felrobbantásánál használják.
A szó latin eredetű: detonare = (az égből) lefelé dörög.

## Hatóanyagok
Hatóanyagnak megfelel minden gyutacsérzékeny de nagyobb mennyiségben is biztonságos robbanószer, például nitropenta, hexogén, oktogén stb.